# Sheila Dhar
Sheila Dhar (1929 – 26. července 2001) byla indická spisovatelka a zpěvačka stylu kirana gharana. Byla studentkou Pandita Prana Natha. Napsala tři knihy o hudbě a hudebnících. Zároveň vyučovala anglickou literaturu a angličtinu na univerzitě v Dillí. Jejím manželem byl P. N. Dhar, ekonom a poradce ministerské předsedkyně Indiry Gándhíové.